# Semiconductor Research Corporation
Semiconductor Research Corporation (SRC), comunament coneguda com SRC, és un consorci de recerca d'alta tecnologia actiu en la indústria dels semiconductors. És un consorci líder en recerca de semiconductors. Todd Younkin és el president titular i conseller delegat de la companyia.
El consorci està format per més de vint-i-cinc empreses i agències governamentals amb més d'un centenar d'universitats contractades que realitzen recerca.

## Història
SRC es va fundar l'any 1982 com un consorci per finançar la investigació d'empreses de semiconductors.
En el passat, ha finançat projectes de recerca universitaris en codisseny de maquinari i programari, noves arquitectures, disseny de circuits, transistors, memòries, interconnexions i materials i ha patrocinat més de 15.000 estudiants de doctorat.

## Recerca
SRC ha finançat investigacions en àrees com l'automoció, tecnologies de memòria avançades, lògica i processament, encapsulat avançat, intel·ligència punta i comunicacions.

## Reconeixement
El 2005, SRC va rebre la Medalla Nacional de Tecnologia i Innovació atorgada pel president dels Estats Units per la seva investigació universitària d'alta tecnologia col·laborativa i per crear el concepte i la metodologia, anomenat International Technology Roadmap.